# 日光金谷ホテル
日光金谷ホテル（にっこうかなやホテル、Nikko Kanaya Hotel）は、栃木県日光市上鉢石町にあるホテル。1873年（明治6年）6月開業。現存する日本最古のリゾートクラシックホテルとして、登録有形文化財に登録、および近代化産業遺産に認定されている。
運営会社は金谷ホテル株式会社。同社は日光市で「中禅寺金谷ホテル」の運営も行っている。2016年に、東武鉄道が約60%の株式を取得し、東武グループとなった。

## 概要
過去にはイザベラ・バード（1878年）、フランク・ロイド・ライト（1905年）、アインシュタイン博士（1922年）、ヘレン・ケラー（1937年）らが滞在した。
本館は、木造一部大谷石造。1936年（昭和11年）に地下を掘り下げて総2階から総3階に増築するなど、これまで数回の増改築を行っている。
新館は、1901年（明治34年）に新設された木造2階建て。
別館は、1935年（昭和10年）に新設された木造一部RC造3階建て（設計は久米権九郎）。
第二新館は、1961年（昭和36年）に新設された4階建て。

## 歴史
1871年（明治4年）、日光東照宮の楽師（笙奏者）金谷善一郎は、泊まれる場所がなく困っていたヘボン博士を自分の屋敷に宿泊させた。ヘボンの体験談を聞いた訪日外国人が金谷家を訪れるようになり、自宅だけでは部屋が不足したため、近隣の住宅にも協力を求め、報酬を分配するようになった。
1873年（明治6年）6月、金谷善一郎は、妻を伴って訪れたヘボン博士の勧めで自宅（四軒町：現・日光市本町）を改築し、外国人向けの民宿として「金谷カッテージ・イン」を開業した。イザベラ・バードが1878年（明治11年）に宿泊し、著書『日本奥地紀行』で紹介して以降、外国人御用達となり、外国人の間ではサムライヤシキと呼ばれた。善一郎の家族の意見で肉料理の調理は外で宿泊者自ら行うこととされた。

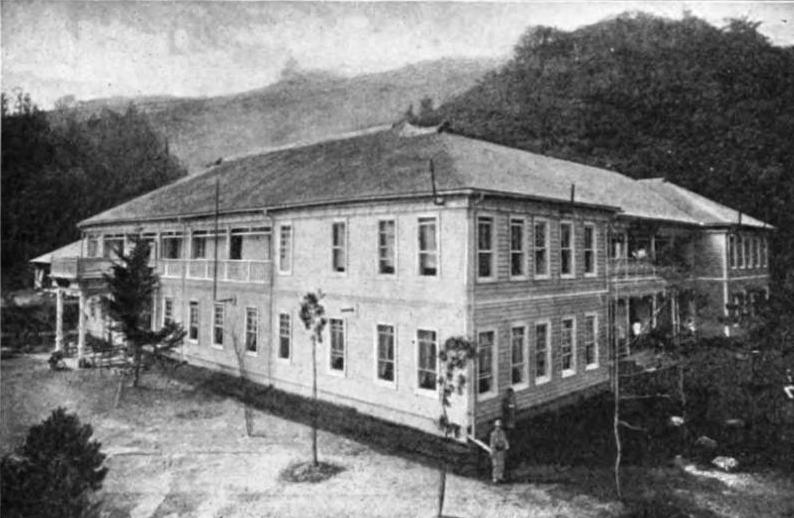
1900年代初頭の日光金谷ホテル

1893年（明治26年）、日光町上鉢石町にて建築途中に暴風雨で崩壊したまま放置されていた「三角（みかど）ホテル」の土地と建物を買収し、修理増築して「金谷ホテル」と名付けて開業（本館2階建てで、当初は1階と2階に1室ずつ。順次整備を続け最終的に30室に）。1908年（明治41年）、ドイツのシーメンス社製の発電機を使用した自前の水力発電所を小倉山に設置（1966年（昭和41年）廃止）。
1943年（昭和18年）12月、古河電工での労働に従事する女子挺身隊のための宿舎となり、1944年（昭和19年）9月には疎開等宿舎に転用された。1945年（昭和20年）10月25日、GHQに接収され、軍人の休暇用スペシャルサービスホテルに位置付けられた。毎週ダンスパーティーやビンゴ大会が開かれ、従業員も参加した。1952年（昭和27年）2月29日に接収が解除された。接収解除後は、アメリカ軍からの送客がなくなったため日本人客向けの営業活動を開始し、アメリカ式の1人1役に徹したスタッフを日本式の1人多役へ切り替えるなど、日本式経営へ移行していった。
1957年（昭和32年）1月25日、第12回国民体育大会に出席するために日光市を訪問した昭和天皇の行在所（宿泊所）となる。

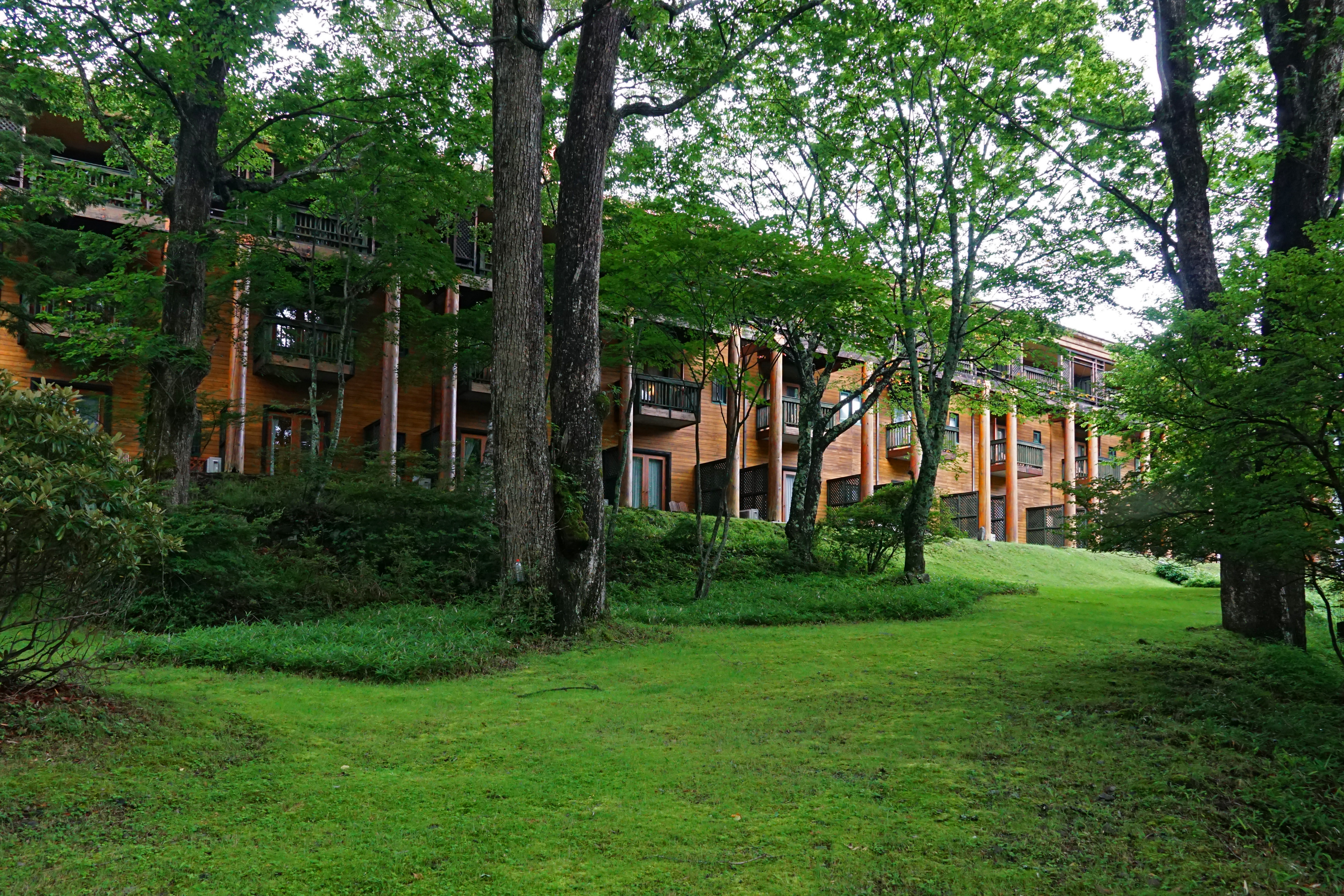
中禅寺金谷ホテル

1965年（昭和40年）、中禅寺湖畔の日光観光ホテルを中禅寺金谷ホテルと改称。

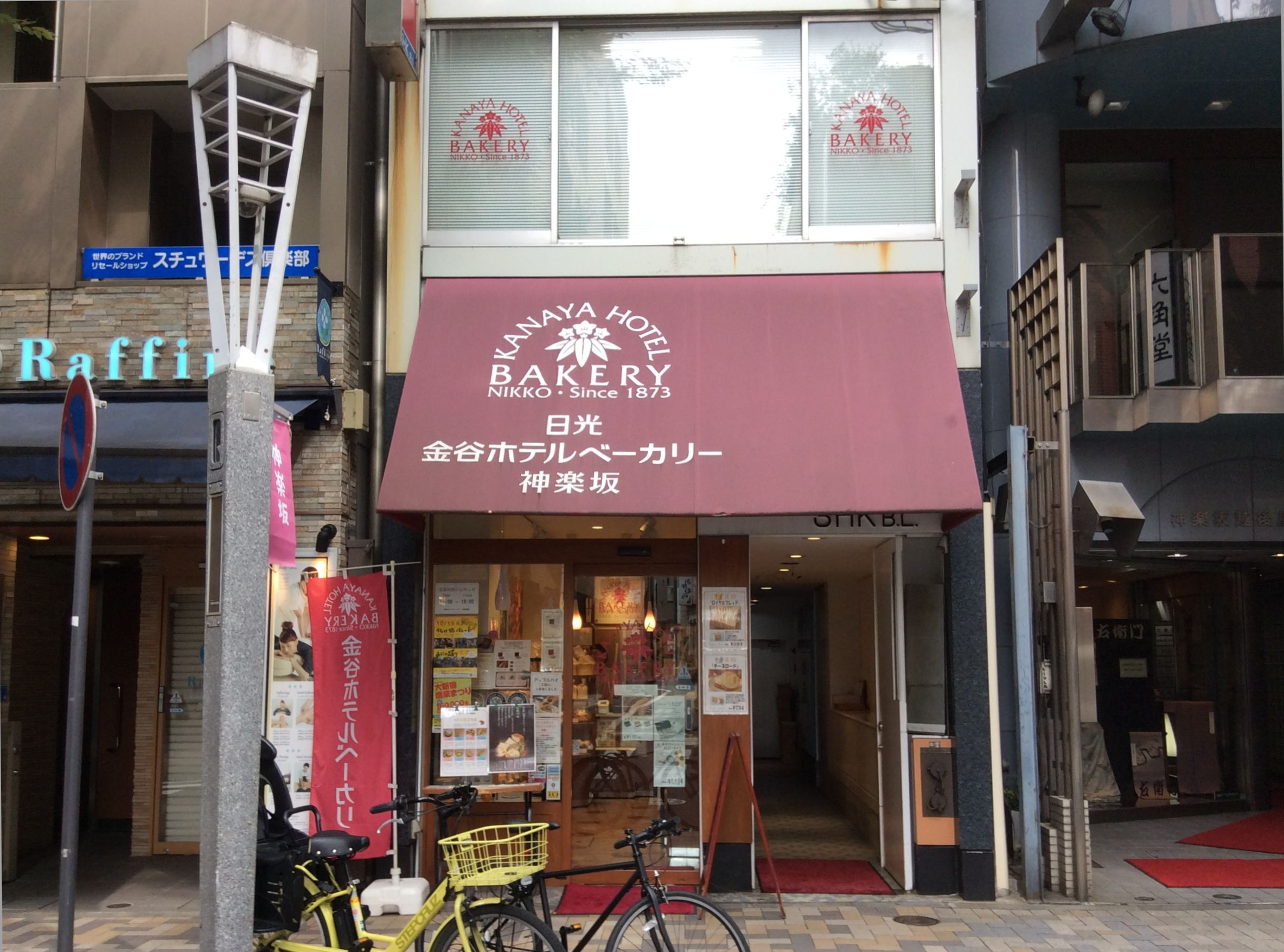
金谷ホテルベーカリー神楽坂（2017年9月27日撮影）

1968年（昭和43年）、日光市御幸町に製パン工場を開設し、パンの外販を開始する（現・金谷ホテルベーカリー日光工場）。
1992年（平成4年）、中禅寺金谷ホテルを建替え（設計はカナダ人建築家J・スタージェス）。建設にともなう借入金が経営を圧迫し債務超過に陥る。2005年（平成17年）2月、創業家が経営から退き、メインバンクの足利銀行が約40億円の債権放棄を行うことで合意し、経営再建にとりかかる。
2005年（平成17年）11月、本館・新館・別館・竜宮が登録有形文化財に登録。2007年（平成19年）、第17回BELCA賞ロングライフ部門（平成19年度）に選ばれ、本館・新館・別館が近代化産業遺産に認定された。
2008年（平成20年）9月5日、ホテル・イン・ホテルというコンセプトの「オレンジ・スイート」（一室のみ）がオープン。2011年（平成23年）、経営再建が進んだことにより創業者のひ孫にあたる井上槙子が社長に復帰。

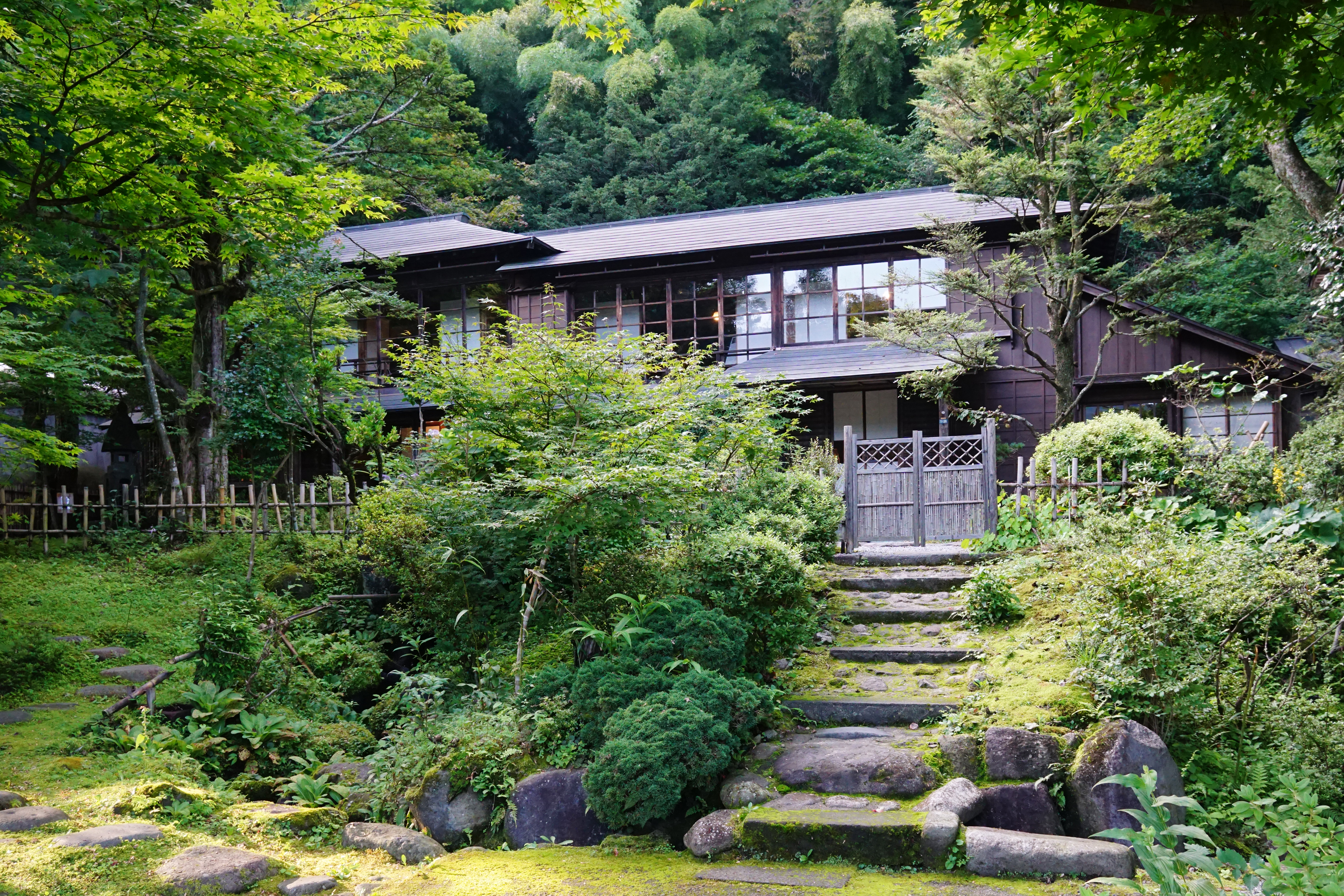
旧金谷カッテージ・イン
（現・金谷ホテル歴史館）

2015年（平成27年）3月 - 旧金谷カッテージ・インを金谷ホテル歴史館として一般公開開始。
2016年（平成28年）9月30日、東武鉄道が金谷ホテル株式会社の株式約63%を取得し、同社の連結子会社となる。

### 注
1. ↑  「金谷ホテル」としては1893年（明治26年）。
2. ↑  2005年（平成17年）に本館・新館・別館・竜宮が登録[2]。
3. ↑  2007年（平成19年）、「外貨獲得と近代日本の国際化に貢献した観光産業草創期の歩みを物語る近代化産業遺産群」の一つとして認定[3]。

#### 広報資料・プレスリリースなど一次資料
1. ↑  社団法人日本ホテル協会 - ホテル詳細情報
2. 1 2 3  金谷ホテルベーカリー - 会社案内
3. 1 2 3 4  BELCA賞 - 日光金谷ホテル
4. 1 2 3  金谷ホテル公式サイト - 歴史
5. ↑  “DESIGN SOLUTION Vol.1 日光金谷ホテル「オレンジスイート」”.   TOTO. 2009年4月4日時点のオリジナルよりアーカイブ。2015年9月21日閲覧。

- 常磐新平『森と湖の館 日光金谷ホテルの百二十年』潮出版社、1998年3月25日。

## 関連書籍
- 申橋弘之『金谷カテッジイン物語 日光金谷ホテル誕生秘話』2017年、文藝春秋企画出版部 ISBN 9784160088931
- 坂巻清美・申橋弘之『金谷ホテル物語 明治のホテルマンたちの遺訓』2022年、文藝春秋企画出版部 ISBN 9784160090385